# Patricia Murphy

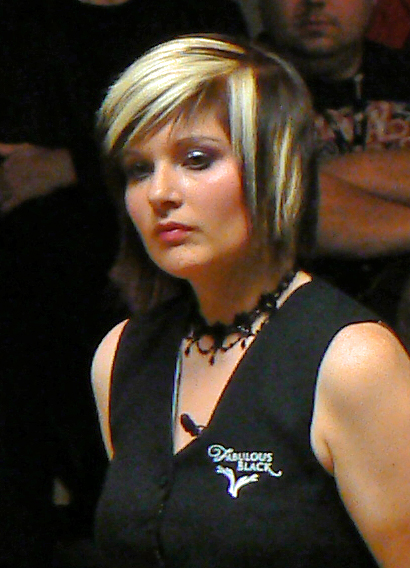
Patricia Murphy (2008)

Patricia „Trish“ Murphy (* im County Clare, Irland), bürgerlich verheiratet Patricia Roberts, ist eine irische Snooker- und Poolbillardschiedsrichterin. Nach der Schottin Michaela Tabb war sie die zweite Schiedsrichterin der Geschichte, die auf der professionellen Snooker Main Tour zum Einsatz kam.

## Leben
Geboren in Irland im County Clare, spielte Murphy zunächst in Irland auf Amateurebene Poolbillard, ehe sie die Rolle der Schiedsrichterin für sich entdeckte. Als Unparteiische leitete sie fortan vor allem Snookerspiele. Einen Namen machte sie sich zunächst bei zahlreichen Exhibitions in Irland. Im September 2004 erhielt Murphy die Berechtigung, Profispiele auf der Snooker Main Tour zu leiten. Zuvor wurde sie seitens des professionellen Weltverbandes entsprechend ausgebildet. Nach Michaela Tabb war Murphy die erst zweite professionelle Snookerschiedsrichterin der Geschichte. Ihren ersten Einsatz hatte sie bei der Partie Ricky Walden gegen Michael Holt bei der UK Championship 2005. Ein Jahr später gab sie im Finale des Junior Pot Black ihr TV-Debüt. Auch 2007 fungierte sie im gleichen Turnier als Schiedsrichterin, später wurde sie neben Tabb beim Power Snooker Event 2010 eingesetzt. Im Gegensatz zu Tabb erhielt sie allerdings nie den Auftrag, die bedeutenden Spiele des Sportes wie beispielsweise bei der Snookerweltmeisterschaft zu leiten. Abseits der eigenen Profitour war sie unter anderem auf der World Series of Snooker sowie weiterhin bei zahlreichen Exhibitions aktiv. In  den 2010er Jahren trat sie unter anderem auf der World Seniors Tour in Erscheinung. Mitunter fungiert sie auch als Schiedsrichterin von Poolbillardpartien. Unter anderem kam sie beim professionellen World Pool Masters 2008 zum Einsatz.
Murphy lebt in Lincolnshire in England. Zumindest um 2008 lebte sie mit dem damaligen Profispieler Lewis Roberts zusammen. Bürgerlich nahm sie den Namen Patricia Roberts an, öffentlich trat sie aber auch danach weiterhin als Patricia Murphy in Erscheinung.